# Sekularism
Sekularism är en filosofisk åskådning, som önskar att minska religionens roll i staten och istället i görligaste mån göra religionen till en privat angelägenhet.
Sekularister förespråkar separation mellan "stat och kyrka" (eller motsvarande religion/tro) som ett avgörande steg emot ett sekulariserat samhälle. Som föregångare tjänar ofta Frankrike, där en följd av revolutionen 1789 blev Laïcité, d.v.s. att religion och kyrka hålls utanför det politiska livet och nekas inflytande i statliga angelägenheter.   
Begreppet "sekularism" myntades 1846 av den brittiske skribenten och debattören George Holyoake.
Flera senare sekulariseringsteoretiker som Auguste Comte, Karl Marx, Max Weber, Émile Durkheim och Jürgen Habermas hävdade att all religiositet automatiskt skulle komma att försvinna i takt med att samhället blev mer modernt, rationalistiskt och sekulärt.